# Clarence Walker
Clarence Walker est un boxeur sud-africain né le 13 décembre 1898 à Port Elizabeth et mort le 30 avril 1957 à Roodepoort.

## Carrière
Il devient champion olympique des poids coqs aux Jeux d'Anvers en 1920 après sa victoire en finale contre le Canadien Chris Graham. Walker passe professionnel en 1922 et remporte le titre de champion d'Afrique du Sud des poids plumes en 1924 et celui des poids coqs en 1928.

## Parcours auxJeux olympiques
Jeux olympiques d'été de 1920 à Anvers (poids coqs) :
- Bat Alfons Bouwens (Belgique)
- Bat Edwart Hartman (États-Unis)
- Bat George McKenzie (Grande-Bretagne)
- Bat Chris Graham (Canada)